# Pappophorum philippianum
Pappophorum philippianum är en gräsart som beskrevs av Parodi. Pappophorum philippianum ingår i släktet Pappophorum och familjen gräs. Inga underarter finns listade i Catalogue of Life.